# Giải vô địch bóng chuyền nam thế giới
Giải bóng chuyền nam vô địch thế giới là một giải bóng chuyền quốc tế của các đội tuyển quốc gia bóng chuyền của các thành viên của Fédération Internationale de Volleyball (Liên đoàn bóng chuyền quốc tế), cơ quan quản lý toàn cầu của môn thể thao này. Khoảng cách giữa các giải vô địch thay đổi trong các năm đầu, nhưng kể từ năm 1962 giải đã được tổ chức bốn năm một lần. Từ năm 2025, giải đấu được tổ chức 2 năm một lần.
Thể thức của giải đầu bao gồm một vòng sơ loại, diễn ra ba năm sau giải đấu trước đó, để xác định các đội đủ điều kiện cho giải đấu chính thức, thường được gọi là World Championship Finals. 24 đội, bao gồm cả các nước chủ nhà được miễn đấu vòng loại, thi đấu vòng chung kết giành giải vô địch trong thời gian khoảng một tháng.
Năm 2025, số đội tham dự tăng lên 32 đội tuyển, đồng nghĩa với việc thể thức thi đấu cũng thay đổi.
Sau 20 lần tổ chức, đã có bảy đội tuyển quốc gia khác nhau giành chức vô địch. Nga (với tư cách Liên Xô) đã vô địch sáu lần. Các đội vô địch khác là Ý với 4 chức vô địch; Brazil và Ba Lan với ba lần vô địch, Cộng hòa Séc (với tư cách Tiệp Khắc) với hai lần vô địch, Đức (với tư cách Đông Đức) và Hoa Kỳ với một lần vô địch.

## Kết quả
| 1949 Chi tiết | Tiệp Khắc           | · Liên Xô   | Round-robin | · Tiệp Khắc | · Bulgaria  | Round-robin | · România              | 10 |
| 1952 Details  | Liên Xô             | · Liên Xô   | Round-robin | · Tiệp Khắc | · Bulgaria  | Round-robin | · România              | 11 |
| 1956 Details  | Pháp                | · Tiệp Khắc | Round-robin | · România   | · Liên Xô   | Round-robin | · Ba Lan               | 20 |
| 1960 Details  | Brazil              | · Liên Xô   | Round-robin | · Tiệp Khắc | · România   | Round-robin | · Ba Lan               | 14 |
| 1962 Details  | Liên Xô             | · Liên Xô   | Round-robin | · Tiệp Khắc | · România   | Round-robin | · Bulgaria             | 21 |
| 1966 Details  | Tiệp Khắc           | · Tiệp Khắc | Round-robin | · România   | · Liên Xô   | Round-robin | · Đông Đức             | 22 |
| 1970 Details  | Bulgaria            | · Đông Đức  | Round-robin | · Bulgaria  | · Nhật Bản  | Round-robin | · Tiệp Khắc            | 24 |
| 1974 Details  | Mexico              | · Ba Lan    | Round-robin | · Liên Xô   | · Nhật Bản  | Round-robin | · Đông Đức             | 24 |
| 1978 Details  | Italy               | · Liên Xô   | 3–0         | · Ý         | · Cuba      | 3–1         | · Hàn Quốc             | 24 |
| 1982 Details  | Argentina           | · Liên Xô   | 3–0         | · Brasil    | · Argentina | 3–0         | · Nhật Bản             | 24 |
| 1986 Details  | Pháp                | · Hoa Kỳ    | 3–1         | · Liên Xô   | · Bulgaria  | 3–0         | · Brasil               | 16 |
| 1990 Details  | Brazil              | · Ý         | 3–1         | · Cuba      | · Liên Xô   | 3–0         | · Brasil               | 16 |
| 1994 Details  | Hy Lạp              | · Ý         | 3–1         | · Hà Lan    | · Hoa Kỳ    | 3–1         | · Cuba                 | 16 |
| 1998 Details  | Nhật Bản            | · Ý         | 3–0         | · Nam Tư    | · Cuba      | 3–1         | · Brasil               | 24 |
| 2002 Details  | Argentina           | · Brasil    | 3–2         | · Nga       | · Pháp      | 3–0         | · Nam Tư               | 24 |
| 2006 Details  | Nhật Bản            | · Brasil    | 3–0         | · Ba Lan    | · Bulgaria  | 3–1         | · Serbia và Montenegro | 24 |
| 2010 Details  | Italy               | · Brasil    | 3–0         | · Cuba      | · Serbia    | 3–1         | · Ý                    | 24 |
| 2014 Chi tiết | Ba Lan              | · Ba Lan    | 3–1         | · Brasil    | · Đức       | 3–0         | · Pháp                 | 24 |
| 2018 Chi tiết | / Italy / Bulgaria  | · Ba Lan    | 3–0         | · Brasil    | · Hoa Kỳ    | 3–1         | · Serbia               | 24 |
| 2022          | / Ba Lan / Slovenia | · Ý         | 3–1         | · Ba Lan    | · Brasil    | 3–1         | · Slovenia             | 24 |
| 2025          | Philippines         |             |             |             |             |             |                        | 32 |

### Chủ nhà
| Số lần tổ chức | Quốc gia (Năm) |
| -------------- | --- |
| 3              | Ý (1978, 2010, 2018*) |
| 2              | Argentina (1982, 2002) · Brasil (1960, 1990) · Bulgaria (1970, 2018*) · Tiệp Khắc (1949, 1966) · Pháp (1956, 1986) · Nhật Bản (1998, 2006) · Liên Xô (1952, 1962) · Ba Lan (2014, 2022) |
| 1              | Hy Lạp (1994) · México (1974) · Slovenia (2022) · Philippines (2025) |

* = Cùng tổ chức.

## Bảng xếp hạng huy chương
| Hạng                | Đoàn                | Vàng | Bạc | Đồng | Tổng số |
| ------------------- | ------------------- | ---- | --- | ---- | ------- |
| 1                   | Liên Xô             | 6    | 2   | 3    | 11      |
| 2                   | Ý                   | 4    | 1   | 0    | 5       |
| 3                   | Brasil              | 3    | 3   | 1    | 7       |
| 4                   | Ba Lan              | 3    | 2   | 0    | 5       |
| 5                   | Tiệp Khắc           | 2    | 4   | 0    | 6       |
| 6                   | Hoa Kỳ              | 1    | 0   | 2    | 3       |
| 7                   | Đông Đức            | 1    | 0   | 0    | 1       |
| 8                   | Cuba                | 0    | 2   | 2    | 4       |
| 8                   | România             | 0    | 2   | 2    | 4       |
| 10                  | Bulgaria            | 0    | 1   | 4    | 5       |
| 11                  | Hà Lan              | 0    | 1   | 0    | 1       |
| 11                  | Nam Tư              | 0    | 1   | 0    | 1       |
| 11                  | Nga                 | 0    | 1   | 0    | 1       |
| 14                  | Nhật Bản            | 0    | 0   | 2    | 2       |
| 15                  | Argentina           | 0    | 0   | 1    | 1       |
| 15                  | Pháp                | 0    | 0   | 1    | 1       |
| 15                  | Serbia              | 0    | 0   | 1    | 1       |
| 15                  | Đức                 | 0    | 0   | 1    | 1       |
| Tổng số (18 đơn vị) | Tổng số (18 đơn vị) | 20   | 20  | 20   | 60      |

## MVPtheo mùa giải
- 1949–66 – Không trao giải [2]
- 1970 –  Rudi Schumann (GDR)
- 1974 –  Stanisław Gościniak (POL)
- 1978 – Không trao giải
- 1982 –  Vyacheslav Zaytsev (URS)
- 1986 –  Philippe Blain (FRA)
- 1990 –  Andrea Lucchetta (ITA)
- 1994 –  Lorenzo Bernardi (ITA)
- 1998 –  Rafael Pascual (ESP)
- 2002 –  Marcos Milinkovic (ARG)
- 2006 –  Gilberto Godoy Filho (BRA)
- 2010 –  Murilo Endres (BRA)
- 2014 –  Mariusz Wlazły (POL)
- 2018 –  Bartosz Kurek (POL)
- 2022 –  Simone Giannelli (ITA)

## Các quốc gia tham dự
| Đội tuyển            | Châu lục | Số lần tham dự | Đầu tiên | Gần nhất | Thành tích tốt nhất                          |
| -------------------- | -------- | -------------- | -------- | -------- | -------------------------------------------- |
| Albania              | CEV      | 1              | 1962     | 1962     | Hạng 16 (1962)                               |
| Algérie              | CAVB     | 3              | 1994     | 2025     | Hạng 13 (1994)                               |
| Argentina            | CSV      | 14             | 1960     | 2025     | Hạng 3 (1982)                                |
| Úc                   | AVC      | 7              | 1982     | 2018     | Hạng 14 (2018)                               |
| Áo                   | CEV      | 2              | 1956     | 1962     | Hạng 19 (1962)                               |
| Bỉ                   | CEV      | 10             | 1949     | 2025     | Hạng 8 (1970)                                |
| Brasil               | CSV      | 19             | 1956     | 2025     | Vô địch (2002, 2006, 2010)                   |
| Bulgaria             | CEV      | 20             | 1949     | 2025     | Hạng 3 (1949, 1952, 1986, 2006)              |
| Cameroon             | CAVB     | 5              | 1990     | 2022     | Hạng 13 (2010)                               |
| Canada               | NORCECA  | 13             | 1974     | 2025     | Hạng 9 (1994, 2018)                          |
| Chile                | CSV      | 2              | 1982     | 2025     | Hạng 23 (1982)                               |
| Trung Quốc           | AVC      | 16             | 1956     | 2025     | Hạng 7 (1978, 1982)                          |
| Đài Bắc Trung Hoa    | AVC      | 1              | 1986     | 1986     | Hạng 15 (1986)                               |
| Colombia             | CSV      | 1              | 2025     | 2025     | -                                            |
| Croatia              | CEV      | 1              | 2002     | 2002     | Hạng 19 (2002)                               |
| Cuba                 | NORCECA  | 17             | 1956     | 2025     | Á quân (1990, 2010)                          |
| Séc                  | CEV      | 5              | 1998     | 2025     | Hạng 10 (2010)                               |
| Đan Mạch             | CEV      | 1              | 1966     | 1966     | Hạng 22 (1966)                               |
| Cộng hòa Dominica    | NORCECA  | 2              | 1974     | 2018     | Hạng 22 (1974)                               |
| Ai Cập               | CAVB     | 11             | 1974     | 2025     | Hạng 14 (1986)                               |
| Phần Lan             | CEV      | 9              | 1952     | 2025     | Hạng 9 (2014)                                |
| Pháp                 | CEV      | 18             | 1949     | 2025     | Hạng 3 (2002)                                |
| Đức                  | CEV      | 6              | 1994     | 2025     | Hạng 3 (2014)                                |
| Hy Lạp               | CEV      | 5              | 1986     | 2006     | Hạng 6 (1994)                                |
| Guinée               | CAVB     | 1              | 1970     | 1970     | Hạng 24 (1970)                               |
| Hungary              | CEV      | 8              | 1949     | 1978     | Hạng 5 (1952)                                |
| Ấn Độ                | AVC      | 2              | 1952     | 1956     | Hạng 8 (1952)                                |
| Iran                 | AVC      | 8              | 1970     | 2025     | Hạng 6 (2014)                                |
| Iraq                 | AVC      | 1              | 1982     | 1982     | Hạng 20 (1982)                               |
| Israel               | CEV      | 4              | 1952     | 1970     | Hạng 10 (1952)                               |
| Ý                    | CEV      | 19             | 1949     | 2025     | Vô địch (1990, 1994, 1998, 2022)             |
| Nhật Bản             | AVC      | 17             | 1960     | 2025     | Hạng 3 (1970, 1974)                          |
| Kazakhstan           | AVC      | 2              | 2002     | 2006     | Hạng 19 (2002)                               |
| Liban                | AVC      | 1              | 1952     | 1952     | Hạng 9 (1952)                                |
| Libya                | CAVB     | 2              | 1982     | 2025     | Hạng 24 (1982)                               |
| Luxembourg           | CEV      | 1              | 1956     | 1956     | Hạng 23 (1956)                               |
| México               | NORCECA  | 6              | 1974     | 2022     | Hạng 10 (1974)                               |
| Mông Cổ              | AVC      | 3              | 1962     | 1970     | Hạng 16 (1970)                               |
| Hà Lan               | CEV      | 14             | 1949     | 2025     | Á quân (1994)                                |
| CHDCND Triều Tiên    | AVC      | 2              | 1962     | 1970     | Hạng 9 (1970)                                |
| Panamá               | NORCECA  | 1              | 1974     | 1974     | Hạng 24 (1974)                               |
| Paraguay             | CSV      | 1              | 1960     | 1960     | Hạng 12 (1960)                               |
| Perú                 | CSV      | 1              | 1960     | 1960     | Hạng 14 (1960)                               |
| Philippines          | AVC      | 1              | 2025     | 2025     | -                                            |
| Ba Lan               | CEV      | 19             | 1949     | 2025     | Vô địch (1974, 2014, 2018)                   |
| Bồ Đào Nha           | CEV      | 3              | 1956     | 2025     | Hạng 8 (2002)                                |
| Puerto Rico          | NORCECA  | 6              | 1974     | 2022     | Hạng 12 (2006)                               |
| Qatar                | AVC      | 2              | 2022     | 2025     | Hạng 21 (2022)                               |
| România              | CEV      | 11             | 1949     | 2025     | Á quân (1956, 1966)                          |
| Nga                  | CEV      | 7              | 1994     | 2018     | Á quân (2002)                                |
| Serbia               | CEV      | 5              | 2010     | 2025     | Hạng 3 (2010)                                |
| Slovenia             | CEV      | 3              | 2018     | 2025     | Hạng 4 (2022)                                |
| Hàn Quốc             | AVC      | 10             | 1956     | 2025     | Hạng 4 (1978)                                |
| Tây Ban Nha          | CEV      | 3              | 1998     | 2010     | Hạng 8 (1998)                                |
| Thụy Điển            | CEV      | 2              | 1990     | 1994     | Hạng 10 (1990)                               |
| Thái Lan             | AVC      | 1              | 1998     | 1998     | Hạng 19 (1998)                               |
| Tunisia              | CAVB     | 12             | 1962     | 2025     | Hạng 15 (2006)                               |
| Thổ Nhĩ Kỳ           | CEV      | 5              | 1956     | 2025     | Hạng 11 (2022)                               |
| Ukraina              | CEV      | 3              | 1998     | 2025     | Hạng 7 (2022)                                |
| Hoa Kỳ               | NORCECA  | 18             | 1956     | 2025     | Vô địch (1986)                               |
| Uruguay              | CSV      | 1              | 1960     | 1960     | Hạng 13 (1960)                               |
| Venezuela            | CSV      | 11             | 1960     | 2014     | Hạng 10 (1960)                               |
| Tiệp Khắc            | CEV      | 12             | 1949     | 1990     | Vô địch (1956, 1966)                         |
| Đông Đức             | CEV      | 7              | 1956     | 1982     | Vô địch (1970)                               |
| Serbia và Montenegro | CEV      | 3              | 1998     | 2006     | Á quân (1998)                                |
| Liên Xô              | CEV      | 12             | 1949     | 1990     | Vô địch (1949, 1952, 1960, 1962, 1978, 1982) |
| Tây Đức              | CEV      | 2              | 1956     | 1966     | Hạng 20 (1966)                               |
| Nam Tư               | CEV      | 4              | 1956     | 1970     | Hạng 8 (1962, 1966)                          |